# Kiepunek
Kiepunek (niem. Kepunek See) – jezioro w woj. warmińsko-mazurskim, w powiecie szczycieńskim, w granicy miasta Pasym.

## Opis
Jezioro wydłużone z północnego zachodu na południowy wschód. Brzegi są pagórkowate, miejscami płaskie. Otaczają je pola uprawne i łąki. Jezioro leży pomiędzy Pasymiem, a jeziorem Leleskim.
Dojazd drogą krajową nr 53 między Szczytnem a Olsztynem do Pasymia, następnie na wschód.
Wędkarsko jezioro jest zaliczane do typu linowo-szczupakowego. Jezioro jest hydrologicznie otwarte; wypływa z niego struga do jeziora Kalwa; wpływa struga z jeziora Leleskiego.

## Dane morfometryczne
Powierzchnia zwierciadła wody według różnych źródeł wynosi od 13,5 ha do 16,8 ha.

## Hydronimia
Według urzędowego spisu opracowanego przez Komisję Nazw Miejscowości i Obiektów Fizjograficznych (KNMiOF) nazwa tego jeziora to Kiepunek. W różnych publikacjach wymieniana jest oboczna nazwa tego jeziora: Kiepunki.